# Flambeau (Price)
Flambeau es un pueblo ubicado en el condado de Price en el estado estadounidense de Wisconsin. En el Censo de 2010 tenía una población de 489 habitantes y una densidad poblacional de 1,92 personas por km².

## Geografía
Flambeau se encuentra ubicado en las coordenadas 45°45′56″N 90°34′27″O / 45.76556, -90.57417. Según la Oficina del Censo de los Estados Unidos, Flambeau tiene una superficie total de 254.88 km², de la cual 249.15 km² corresponden a tierra firme y (2.25%) 5.73 km² es agua.

## Demografía
Según el censo de 2010, había 489 personas residiendo en Flambeau. La densidad de población era de 1,92 hab./km². De los 489 habitantes, Flambeau estaba compuesto por el 98.57% blancos, el 0% eran afroamericanos, el 0.2% eran amerindios, el 0.2% eran asiáticos, el 0% eran isleños del Pacífico, el 0% eran de otras razas y el 1.02% pertenecían a dos o más razas. Del total de la población el 0.41% eran hispanos o latinos de cualquier raza.